# Henricus Ballet
Hendrik (Henricus) Josephus Ballet (Schulen, 28 juli 1901 - Antwerpen, 10 augustus 1974) was een Belgisch arts en politicus voor de KVVL, het VNV en de VU.

## Levensloop
In 1925 promoveerde Ballet tot doctor in de geneeskunde aan de Katholieke Universiteit Leuven en specialiseerde zich in de neuropsychiatrie. In zijn collegetijd en later aan de universiteit was Ballet actief in het Algemeen Katholiek Vlaamsch Studentenverbond. In Leuven werd hij van 1924 tot 1925 ondervoorzitter van het Katholiek Vlaams Hoogstudentenverbond (KVHV), op het moment dat er een ernstig conflict woedde tussen de bisschoppelijke overheid en de Vlaamsgezinde studenten, en na zijn afstuderen bestuurslid van het Katholiek Vlaams Oud-Hoogstudentenverbond.
Terug in zijn geboortestreek werd hij actief in de Katholieke Vlaamse Bond van Limburg, die hij vanaf 1927 in een Vlaams-nationalistische richting stuwde. Hij wilde graag aan verkiezingen deelnemen maar kreeg geen plaats op de lijst van de Katholieke partij. Hij stichtte vervolgens met enkele gelijkgezinden de Katholieke Vlaamsche Volkspartij Limburg, waar hij voorzitter van werd. Deze functie oefende hij officieel uit tot in 1936.
In 1929 nam de nieuwe partij deel aan de wetgevende verkiezingen en won een zetel, die ging naar Gérard Romsée voor het arrondissement Tongeren-Maaseik. Ballet voerde de lijst voor de Kamer aan in het arrondissement Hasselt, maar werd niet verkozen hoewel hij bijna 1000 voorkeursstemmen behaalde. Ook bij de verkiezingen van 1932 werd Ballet niet verkozen in de Kamer. In 1936 raakte hij met 2893 voorkeursstemmen wel verkozen in de Kamer, nadat zijn partij zich begin 1935 had aangesloten bij het VNV. Op 13 januari 1935 werd hij door VNV-partijleider Staf De Clercq benoemd tot gouwleider voor Limburg, maar liet de functie in 1937 aan Romsée over, om zelf VNV-arrondissementsleider voor Hasselt te worden.

### Tweede Wereldoorlog
In augustus 1940 werd Ballet opnieuw gouwleider, nadat Romsée gouverneur was geworden. In maart 1941 nam hij hieruit ontslag, vanwege onenigheid met de verregaande collaboratie die Staf De Clercq toestond, maar bleef niettemin in functie tot in oktober 1942 en werd opgevolgd door Theo Brouns. Als gouwleider engageerde Ballet zich in de werving voor het Vlaamsch Legioen voor het Oostfront.
In een brief uit 1943, gericht aan Hendrik Elias, leider van het VNV, nam hij duidelijk afstand van de weg van de collaboratie die het VNV insloeg. Hij bevestigde zichzelf als Vlaams-nationalist, maar ook als antinationaalsocialist en anti-Duits. Hij spoorde Elias duidelijk aan om zich af te zetten van de Duitsers, die de Vlaamse zaak geen stap vooruit geholpen hebben en enkel loze beloftes gemaakt hebben. Dit beeld wordt bevestigd door historicus Bruno De Wever: "Ballet behoorde tot de zeer gematigde en federalistische vleugel van het VNV". De Wever voegt hier echter aan toe: "[Ballet] zou niettemin met zijn partij collaboreren met de nationaal-socialistische bezetter"

### Na de oorlog
In 1945 begon het “proces Ballet” voor de Krijgsraad van Hasselt. Hij werd beschuldigd van het “dienen van de politiek van de Vijand”, pro-Duitse propaganda voor de werving van het Vlaamsch Legioen naar het oostfront te maken en ook van enkele mensen te verklikken: er werd 20 jaar gevangenisstraf geëist. De uitspraak was op 26 oktober 1945: Ballet werd vrijgesproken van de verklikkingen, maar veroordeeld tot 15 jaar buitengewone hechtenis, levenslange ontzegging van zijn rechten, ontheffing uit al zijn ambten, militaire degradatie uit zijn rang van officier en een schadevergoeding van 100.000 fr aan de Belgische Staat. In beroep werd de straf teruggebracht tot 10 jaar opsluiting. In 1948 werd hij vervroegd vrijgelaten en vestigde zich in Antwerpen. Hij werd in ere hersteld en mocht zijn dokterspraktijk weer openen, alsook opnieuw politieke activiteiten uitoefenen.
Hij werkte mee aan het tot stand komen van een nieuwe Vlaams-nationalistische partij, hetgeen de Volksunie werd. Van 1964 tot 1970 was hij voor deze partij gemeenteraadslid van Antwerpen. In 1965 werd hij verkozen tot senator voor het arrondissement Antwerpen. Hij was hiermee de enige onder de vooroorlogse VNV-parlementsleden, die opnieuw zitting nam in het parlement. Hij was er ondervoorzitter van de VU-Senaatsfractie en lid van de commissie Buitenlandse Zaken. Zijn mandaat liep ten einde in 1971. Zijn interpellaties en parlementaire vragen hadden vooral betrekking op de taaltoestanden bij ministeries en parastatale instellingen. In de Volksunie trad hij vaak op als bemiddelaar en verzoener tussen de verschillende groepen.